# Zetra

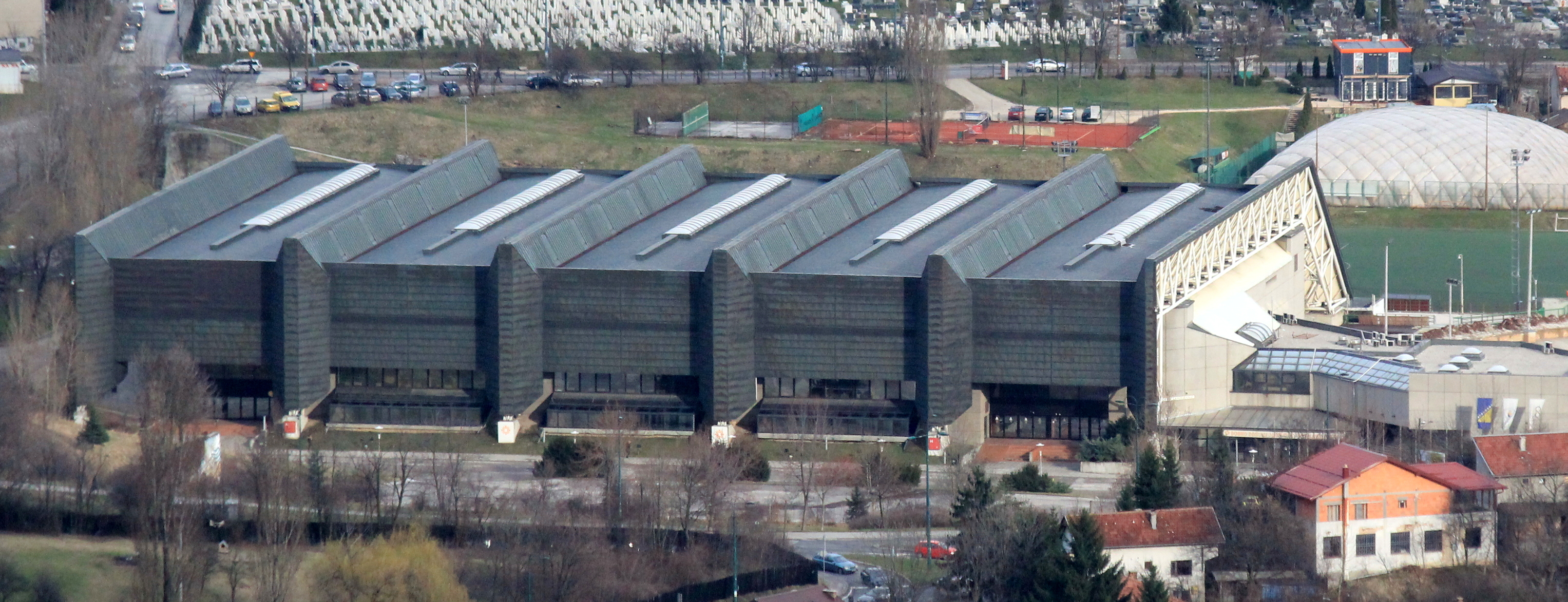
L'arena Zetra nel 2017

La Sala Olimpica Juan Antonio Samaranch (in bosniaco, croato e in serbo Олимпијска дворана Хуан Антонио Самаран?, Olimpijska dvorana Juan Antonio Samaranch) meglio nota come Zetra è un'arena polivalente coperta a Sarajevo in Bosnia Erzegovina. Dedicata a Juan Antonio Samaranch nel 2010 dopo la sua morte, è stata utilizzata per vari eventi sportivi inclusi i XIV Giochi olimpici invernali del 1984 e come sede principale del XIV Festival olimpico invernale della gioventù europea del 2019. 

## Storia
La costruzione del complesso iniziò nel giugno 1981 e fu ufficialmente aperta dall'ex presidente del Comitato Olimpico Internazionale, Juan Antonio Samaranch, il 14 febbraio 1982.

### Luogo olimpico
La Sala Olimpica Zetra fu costruita appositamente per le Olimpiadi invernali del 1984, ospitata a Sarajevo, e fu completata nel 1982 su progetto di Lidumil Alikalfić e Dušan Đapa. Il suo primo grande evento fu il 1983 Junior World Speed Skating Championships. Fu descritta come un "edificio ultramoderno e angolare" con un tetto di rame. Il locale al coperto ha ospitato eventi di hockey su ghiaccio e pattinaggio artistico, nonché l'ultima cerimonia di chiusura in un luogo al coperto fino a Vancouver 2010.
Dal 1984 al 1991, Zetra rimase in servizio come sede per gli sport sul ghiaccio. Ha servito come sede di numerosi eventi internazionali di pattinaggio di velocità e qui sono stati battuti diversi record mondiali di pattinaggio di velocità. 

### Distruzione

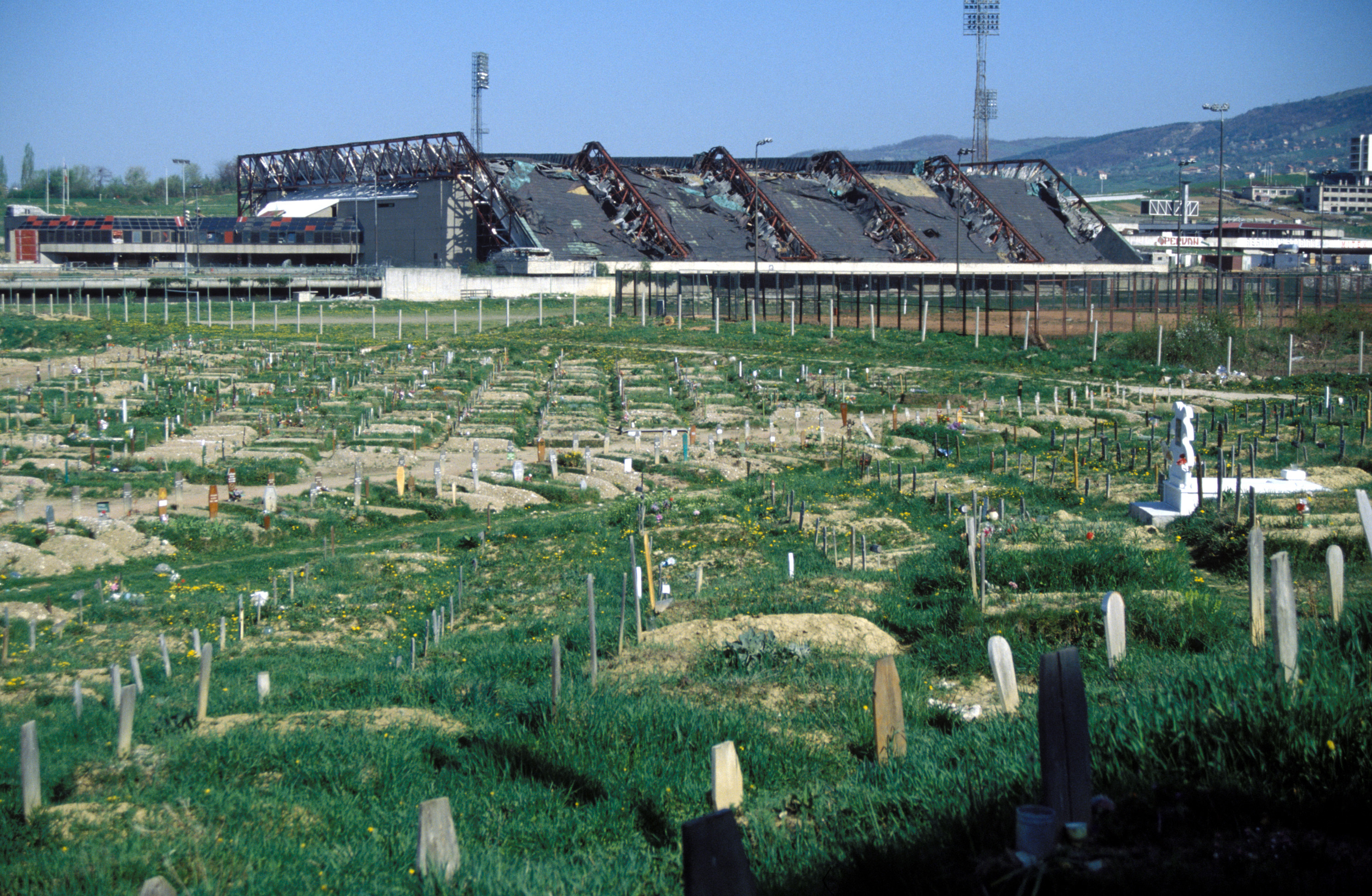
L'arena Zetra nel 1995, con il cimitero improvvisato per le vittime civili del conflitto

L'arena ha subito danni sostanziali da bombardamenti, bombardamenti e incendi da parte delle forze serbe lunedì 25 maggio 1992 durante la guerra in Bosnia . L'interno della struttura, come gli scantinati e la sala principale, sono stati messi in servizio come obitorio, spazio di archiviazione per medicinali e forniture e area di sosta per le attrezzature delle Nazioni Unite. I sedili di legno del locale furono usati come materiale per le bare per i civili uccisi in guerra.

### Ricostruzione
Dopo la guerra, fu notato che sebbene l'edificio fosse gravemente danneggiato, la fondazione era sicura. Sebbene i progetti originali non siano mai stati recuperati, nel settembre 1997, è iniziata la ricostruzione della sede, facilitata dalla SFOR. Il Comitato Olimpico Internazionale ha donato 11,5 milioni di dollari USA al progetto, che è costato circa 32 milioni di DM (16,4 milioni di € ). La ricostruzione è stata completata nel 1999.

## Uso odierno
La Zetra ha ospitato il vertice del Patto di stabilità per i Balcani nel luglio 1999.
Oggi è di proprietà del Cantone di Sarajevo e in servizio come arena sportiva. È anche utilizzata per concerti di musica, fiere e conferenze. A volte, parti dell'edificio vengono affittate per altri scopi; ad esempio, per le elezioni del 2014, è stato utilizzato come centro di conteggio principale e spazio per lo stoccaggio del materiale elettorale.
La sala contiene anche un piccolo museo sulle Olimpiadi invernali del 1984, nonché una palestra, una sala da biliardo, una pista da bowling, un poligono di tiro, due caffè e altri contenuti sportivi come la sede di vari club e associazioni.